# برادر جاناتان: یا (نیوانگلندی‌ها)
برادر جاناتان: یا، نیوانگلندی‌ها (انگلیسی: Brother Jonathan) رمانی تاریخی از جان نیل نویسنده آمریکایی است که در سال ۱۸۲۵ منتشر شد. این عنوان به برادر جاناتان، شخصیت محبوب نیوانگلند و کل ایالات متحده اشاره دارد. داستان به دنبال قهرمان داستان والتر هاروود است که او و مردم اطرافش هر دو از طریق انقلاب آمریکا به بلوغ می‌رسند. این رمان روابط بین فرهنگی را بررسی می‌کند و تنوع فرهنگی در سیزده مستعمره را برجسته می‌کند، بر برابری طلبی تأکید می‌کند و مفهوم ملت متحد آمریکا را به چالش می‌کشد. این فیلم دارای شخصیت‌های نژادهای مختلف انگلیسی-بومی است و آنها را به عنوان وارثان آمریکای شمالی نشان می‌دهد. مضامین جنسی این کتاب با واکنش‌های منفی منتقدان معاصر مواجه شد. این مضامین برای آن دوره صریح بود و به فضیلت جنسی زنانه و احساس گناه مردانه برای اعمال ناشایست جنسی می‌پرداخت.
محققان ادبیات استفاده گسترده و اولیه برادر جاناتان از رئالیسم را در به تصویر کشیدن فرهنگ و گفتار آمریکایی ستوده‌اند. گفت و گو با استفاده از رونویسی‌های آوایی، طیف وسیعی از لهجه‌های منطقه ای و محاوره‌ها را مستند می‌کند. در دیالوگ گنجانده شده‌است که احتمالاً تصویری دقیق از انگلیسی سرخپوستان آمریکایی و آنچه ممکن است اولین تلاش ادبیات آمریکایی برای بیان طیف گسترده‌ای از احساسات با استفاده از الگوهای گفتاری طبیعی کودکان باشد. توصیفات نیل از شخصیت و گفتار آمریکایی در بریتانیا مورد ستایش قرار گرفت اما در ایالات متحده مورد تمسخر قرار گرفت. با این حال، نویسنده آنها را برای توسعه ادبیات آمریکایی متمایز از سابقه بریتانیایی مهم می‌داند.